# Spree-eiland

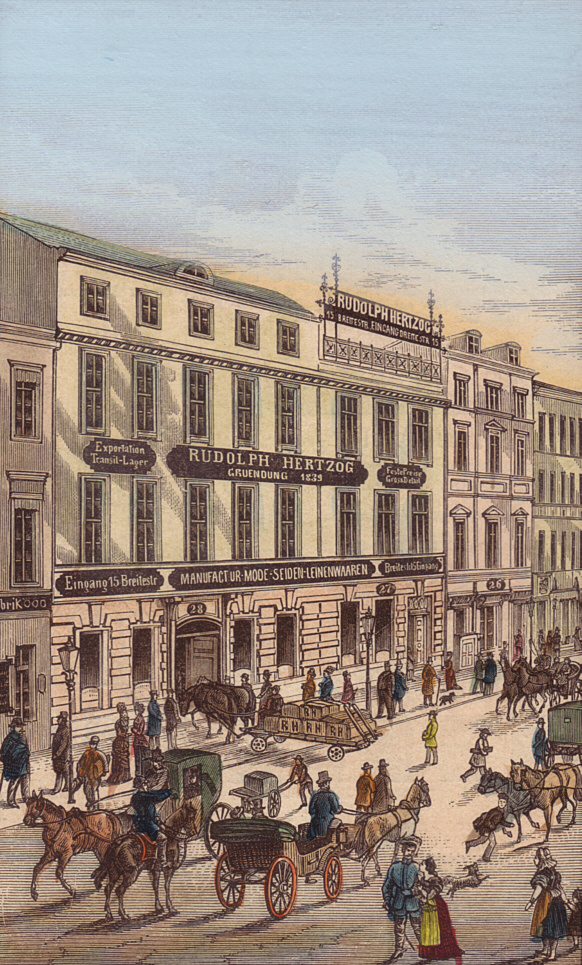
De Brüderstraße in de 19e eeuw

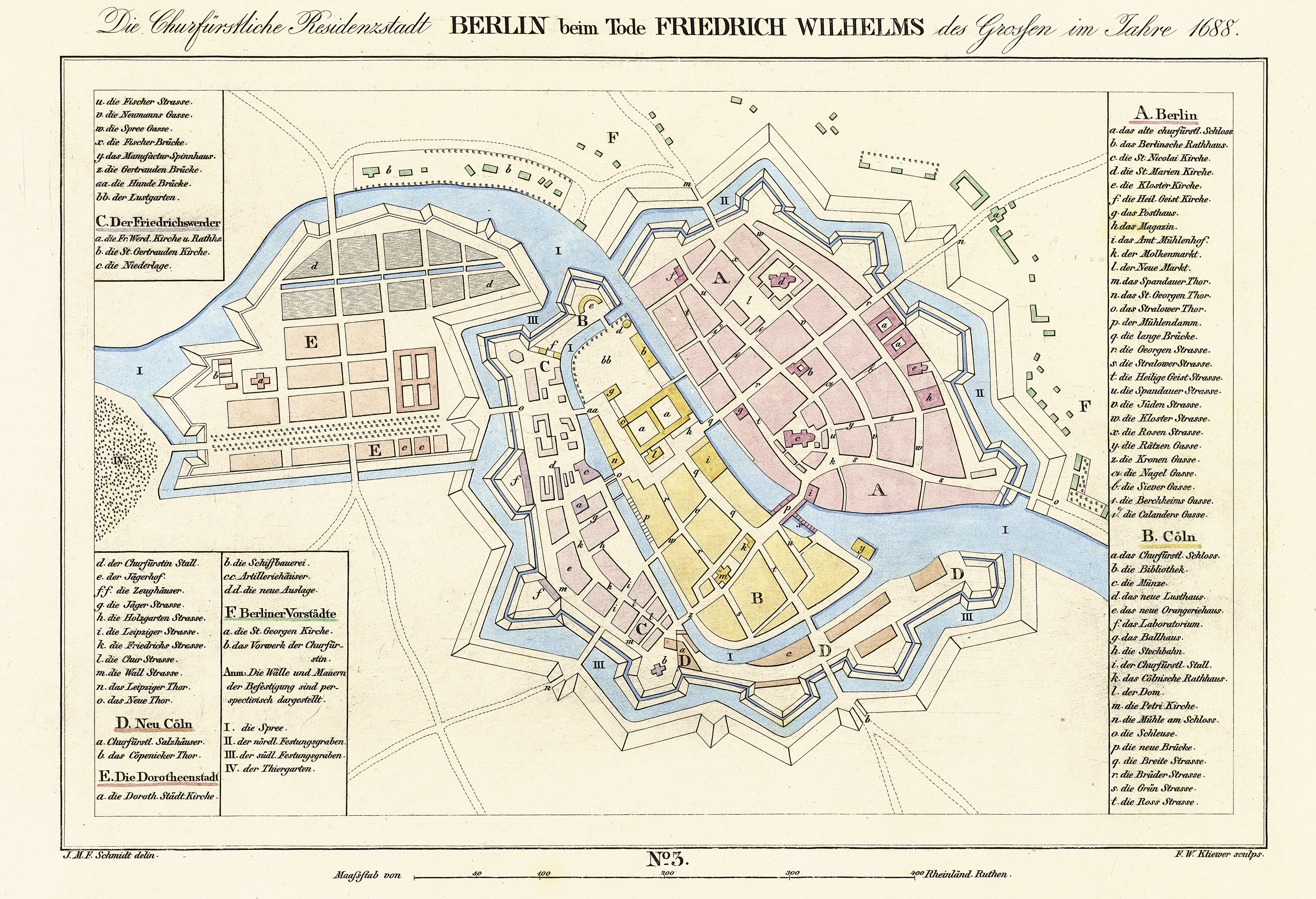
Spree-eiland (geel) op een stadsplan uit 1688

Het Spree-eiland (Duits: Spreeinsel) is een eilandje in de Spree in het Berlijnse stadsdeel Mitte. Het bestaat uit drie delen. Op het midden van het eiland bevond zich tot 1950 het Berliner Stadtschloss aan de Schloßplatz, in de DDR-tijd gekend als de Marx-Engels-Platz. 
Op de plaats van het Stadtschloss werd het Palast der Republik gebouwd, na afbraak werd het de locatie van het Humboldt Forum waarvan men voor drie van de vier gevels de oorspronkelijke gevels en koepel van het Stadtschloss heeft gereconstrueerd.
Het noordelijke uiteinde van het eiland was in de middeleeuwen nog een moerassig gebied en werd later gebruikt voor tuinen en als stadspark. Vanaf de 19e eeuw ontstonden hier verschillende museumgebouwen. Dit deel van het eiland staat tegenwoordig bekend als het Museumsinsel en maakt sinds 1999 deel uit van het werelderfgoed van UNESCO.
In het zuiden van het eiland lag de stad Cölln, tot 1709 de zusterstad van het oude Berlijn, dat ten noorden van de Spree lag. Het zuidelijk deel van het eiland, ten zuiden van de Gertraudenstraße is thans bekend als het Fischerinsel.